# Torneo di Sardegna 1982
Il Torneo di Sardegna 1982 è stato un torneo di tennis giocato sul Cemento (Mateco). È stata la 1ª edizione del torneo, montepremi 50000 $ +H che fa parte del WTA Tour 1982. Si è giocato ad Arzachena in Italia dal 26 aprile al 2 maggio 1982.

## Campionesse

### Singolare
Elizabeth Smylie ha battuto in finale  Dana Gilbert con il punteggio di 6–3, 6–0

### Doppio
Debbie Jevans /  Elizabeth Jones hanno battuto in finale  Catrin Jexell /  Susana Villaverde con il punteggio di 7–6, 6–2